# Predicciones y profecías incumplidas de los testigos de Jehová
Las publicaciones de la Sociedad Watch Tower han hecho una serie de predicciones sobre la Segunda Venida de Cristo y el advenimiento del Reino de Dios, ninguna de las cuales se ha cumplido. Casi todas las predicciones para los años 1878, 1881, 1914, 1918 y 1925 fueron reinterpretadas posteriormente como una confirmación del marco escatológico del movimiento de los Estudiantes de la Biblia y de los testigos de Jehová, considerando que muchos de los acontecimientos predichos ocurrieron de forma invisible. También se mantuvieron expectativas en torno a la llegada del Armagedón en 1975.
El investigador británico George D. Chryssides ha argumentado que, aunque ha habido algunas “expectativas no cumplidas”, los cambios en la cronología de la Watch Tower se deben más a esquemas cronológicos modificados que a predicciones fallidas. La Sociedad Watch Tower ha reconocido ciertos errores, los cuales —según afirma— ayudaron a “depurar” a los que no eran fieles dentro de sus filas, aunque sostiene que los creyentes conservaron la confianza en que “la Palabra de Dios” no había fallado.

## Profecías que se están cumpliendo
Muchas profecías como: ”Porque peleará nación contra nación y reino contra reino, y habrá hambre y terremotos en un lugar tras otro.  Todo esto es el principio de grandes sufrimientos.
Y todo eso se está cumpliendo en la actualidad.
Pero hay una profecía que trae esperanza: Y les secará toda lágrima de sus ojos, y la muerte ya no existirá, ni habrá más tristeza ni llanto ni dolor. Las cosas anteriores han desaparecido.

## Contexto y desarrollo histórico

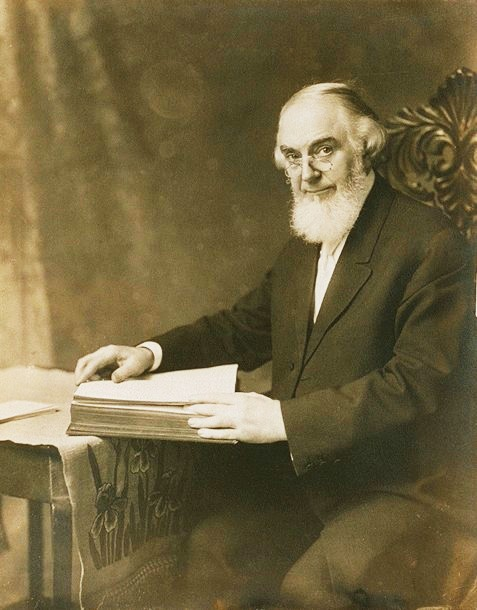
El fundador de la Sociedad Watch Tower y 2° presidente de la corporación, Charles Taze Russell

Desde su formación en la década de 1870, la Watch Tower Bible and Tract Society ha afirmado que Dios ha elegido a la organización de entre las iglesias para cumplir un papel especial en la consumación de la historia profética. Charles Taze Russell, un prolífico escritor y fundador del movimiento de Estudiantes de la Biblia, se vio a sí mismo como un "portavoz" de Dios y más tarde como la personificación del "siervo fiel y prudente" de la parábola de Mateo 24:45-47. La Sociedad Watch Tower es ahora el brazo legal y administrativo de los testigos de Jehová. Sus representantes afirman que se les ha dado una idea del verdadero significado de la Biblia y la capacidad única de discernir las señales de la segunda venida de Cristo.
La ideología inicial del grupo se centró en el "Plan Divino de Salvación", un esquema derivado de la Biblia de la historia y el destino de la humanidad, que se creía que estaba abierto a una comprensión más completa en los "últimos días". El credo incorporó la caída de Adán y la entrada del pecado, el mal y la muerte en el mundo. Se creía que Dios estaba permitiendo que los asuntos del mundo siguieran su curso ruinoso antes de implementar su plan para liberar a la humanidad del mal, el sufrimiento y la muerte por medio de la muerte sacrificial de Jesucristo y el posterior establecimiento del reino de Dios en la tierra después de su segunda venida.
De acuerdo a su escatología, el reino de dios sería establecido a través de dos fases: la primera, a través de una serie de eventos de carácter destructivo; y la segunda, de carácter constructivo. En la primera fase, las instituciones del mundo -también descritas en sus publicaciones como "Babilionia la grande", "las naciones unidas", "el sistema", "el rey del norte y el rey del sur" o "la religión falsa"-serían derrocadas en un período tumultuoso conocido como la "Batalla de Armagedón". Durante varias décadas, el grupo creyó que la desintegración mundial del orden social tomaría la forma de una revolución y lucha sangrienta entre las clases ricas y trabajadoras, lo que resultaría en terror y anarquía. A esto le seguiría una era de gran reconstrucción, en la que la enfermedad, el dolor y la muerte serían eliminados y triunfaría la justicia.
Antes del establecimiento del reino, un "pequeño rebaño" elegido de 144 000 cristianos ungidos pasaría por una transformación física de forma física a espiritual para alcanzar la inmortalidad. Desde 1925, la Sociedad ha enseñado que Armagedón será una guerra universal librada por Dios, que tendrá como resultado la matanza de los infieles. Con ese cambio doctrinal, el enfoque del milenarismo del movimiento cambió de esperar su escape colectivo de la tierra a esperar la destrucción inminente del orden mundial actual en la Batalla de Armagedón.
Para aclarar y dar forma a su ideología, el grupo, que llegó a formar el movimiento de los Estudiantes de la Biblia, formuló un cuerpo de doctrina histórica, incluida una cosmovisión mítica, que proporcionó un vínculo simbólico integral con el pasado pero también fortaleció la expectativa del movimiento hacia el futuro.

## 1878: Parusía
En 1876, Russell adoptó la creencia promulgada por algunos predicadores adventistas de que la parusía, o presencia, de Jesús había comenzado en 1874 y que la reunión del pequeño rebaño preliminar al gran clímax ya estaba en marcha. Utilizando una forma de dispensaciones paralelas que incorporaron "tipos" y "antitipos" (situaciones históricas que prefiguraron situaciones correspondientes más adelante en el tiempo), calculó que la cosecha se extendería solo hasta 1878, momento en el cual los santos reunidos serían traducidos en espíritu y forma. El año también traería el comienzo del "ejercicio del poder" del reino de Dios, con evidencia de que el favor de Dios estaba regresando a los judíos.
El fracaso de la predicción de Russell no alteró significativamente la orientación a corto plazo y centrada en fechas del movimiento. A principios de 1881, Russell afirmó que 1878 había sido, de hecho, un año histórico, que marcó el punto en el que "las iglesias cristianas nominales fueron desechadas del favor de Dios".

## 1881: Una revisión del dogma de la Parusía
Para 1881, Russell había encontrado una base bíblica para extender la cosecha a una nueva fecha, más tarde ese año. Él explicó:

Llegando a la primavera de 1878 [...] naturalmente y no sin razón esperábamos algún cambio de nuestra condición, y todos estábamos más o menos desilusionados cuando nada sobrenatural ocurrió. Pero nuestra desilusión fue breve, porque notamos que la iglesia judía (y no la iglesia evangélica) era el modelo de la nuestra, y por lo tanto no debemos esperar paralelos con Pentecostés ni con nada de lo que sucedió al principio de esta iglesia.

Russell escribió que "la luz sobre nuestro camino aún brilla y es cada vez más gloriosa" y que desde 1878 la luz ha brillado con más fuerza. El momento de su traslado al cielo parecía más cercano, escribió: "No sabemos el día ni la hora, pero lo esperamos durante 1881, posiblemente cerca del otoño, donde los paralelos muestran el favor a Sión completo y que debe terminar, la puerta a la el matrimonio para cerrar, y el supremo llamamiento a ser la novia de Cristo, para cesar". El segundo fiasco en 1881 precipitó una crisis más seria en las filas de los Estudiantes de la Biblia y durante varios años los seguidores de Russell esperaron que ocurriera la predicción tardía. El cronograma cronológico de Russell ya había identificado al año 1914 como el final definitivo del "tiempo de angustia", y esto preservó el compromiso de los seguidores que podrían haberse desanimado por sus expectativas fallidas para 1881. Sin embargo, a muchos miembros les pareció inconcebible que su partida terrenal se retrasara tanto.
Russell consoló a los miembros con la noticia de que 1881 todavía marcaba el momento en que "la muerte se convirtió en una bendición" en el sentido de que cualquier santo que muriera sería instantáneamente transformado en un ser espiritual. El punto de vista revisado brindó consuelo a los primeros creyentes que habían sostenido el punto de vista de que los fieles vivos nunca experimentarían una muerte física y, sin embargo, habían visto morir a otros miembros mientras esperaban su llamado ascendente. Después de 1881, la muerte física se definió como una de las formas en que algunos de los santos podrían sufrir su traslado.

## 1914: el fin del gobierno humano
La publicación Estudios de las Escrituras de Russell había identificado explícitamente al mes de octubre de 1914 como el "final completo de los tiempos de los gentiles" y, en consecuencia, el "límite más lejano" del gobierno humano. Traería -según los textos de Russell- el comienzo del reinado milenario de Cristo y todos sus seguidores esperaban el "traslado de los santos" inmediato para gobernar con el Cristo revelado ese año. Después de la tribulación y el malestar de la tierra, los judíos volverían al favor de Dios, la "Iglesia nominal" habría caído, la batalla final entre Cristo y Satanás habría terminado, los reinos del mundo serían derribados y Cristo habría reunido a su santos al cielo, donde reinarían con él, y cuando comenzaría el milenio.
La creencia era inequívoca, basada en sus estudios de la Biblia y la Gran Pirámide, y satisfecha solo con el establecimiento de un paraíso terrenal. Russell comentó que alterar la profecía incluso por un año destruiría la simetría perfecta de su cronología bíblica. En el segundo libro de su serie Estudios de las Escrituras, lo describió como "una verdad establecida de que el fin final de los reinos de este mundo y el pleno establecimiento del Reino de Dios se lograrán a fines de 1914 d. C.". El resultado, escribió, fue que "todos los gobiernos actuales serán derrocados y disueltos", junto con la destrucción de "lo que Dios llama Babilonia, y lo que los hombres llaman cristiandad". En la revista La Torre del Vigía de 1894, respondiendo a los lectores que cuestionaban si, debido a los recientes trastornos políticos, el mundo podría durar hasta 1914, escribió:

No vemos ninguna razón para cambiar las fechas, ni podríamos cambiarlas si lo hiciéramos. Son, creemos, las fechas de Dios, no las nuestras. Pero tenga en cuenta que el final de 1914 no es la fecha del comienzo, sino del final del tiempo de la angustia.

A medida que se acercaba 1914, aumentaba el entusiasmo por el esperado "cambio" de los cristianos ungidos. A principios de ese año, algunos Estudiantes de la Biblia, convencidos de que había llegado el fin del mundo, comenzaron a distribuir sus pertenencias materiales, abandonaron sus trabajos y anticiparon ansiosamente el futuro. En mayo de 1914, cinco meses antes del fin esperado, Russell advirtió a sus seguidores que no sucumbieran a la duda:

No hay absolutamente ninguna razón para que los estudiantes de la Biblia cuestionen que la consumación de esta era evangélica está ahora a la vista, y que terminará tal y como predicen las Escrituras en un gran tiempo de angustia como nunca lo hubo antes. Vemos a los participantes de esta gran crisis agrupándose [...] La gran crisis, la gran guerra [...] que consumirá el cielo eclesiástico y la tierra social, está muy cerca.

Sin embargo, en septiembre, Russell estaba preparando a los lectores de La Torre del Vigía para la posibilidad de que "el Armagedón pueda comenzar la próxima primavera, pero es pura especulación intentar decir cuándo". Sin embargo, la evidencia, escribió, todavía apuntaba "al año que tenemos ante nosotros, particularmente a los primeros meses".
 Cuando nuevamente no sucedió nada, las predicciones retrocedieron a su anterior orientación a corto plazo. La revista La Torre del Vigía señaló: "Puede ser que muchos del pueblo del Señor esperaban más de lo que deberían haber esperado que ocurriera con la apertura del año judío de 1915, que comenzó el 21 de septiembre. La mente humana parece tener una tendencia natural, y con la que deberíamos tener simpatía, a esperar que las cosas culminen más rápidamente, que las realizaciones lleguen más repentinamente de lo que nunca llegan. [... ] Estudiando la Palabra de Dios, hemos medido los 2520 años, los Siete Tiempos simbólicos, desde ese año 606 a. C. y hemos descubierto que se extendía hasta octubre de 1914, tanto como pudimos calcular. No dijimos positivamente que este sería el año. Simplemente dejamos que cada uno mirara los hechos de la historia y los juzgara por sí mismo".
Aprovechó esa oportunidad para recordar a los lectores algunos pronunciamientos de advertencia que había hecho varios años antes. En 1912 había dejado abierta la posibilidad de que, si nada sucedía en octubre de 1914, aún pudiera ocurrir en octubre de 1915. También señaló que el período de transición podría durar "muchos años".
En un largo artículo de consuelo, Russell escribió que era un tiempo de prueba para los discípulos de Cristo y que algunos Estudiantes de la Biblia tenían expectativas irreales. Dijo que también era posible que el Reino de Dios en la tierra se estableciera gradualmente:

Nos encontramos con que unos tienen una postura y otros otra. Algunos piensan que solo la siguiente hora después de la medianoche vería un gran cambio en todas partes: el mal se borraría en sesenta minutos o en sesenta segundos. Pero, ¿sería una expectativa razonable que los reinos gentiles fueran extinguidos en una hora o en un día? Si Dios lo hubiera dicho, sería diferente; sabemos que Dios tiene todo el poder para hacer Su voluntad en todas partes. Pero, ¿debemos esperar en algún sentido de la palabra una transición tan repentina, que al acostarnos la noche del 20 de septiembre, encontremos, en la mañana del 21 de septiembre, todos los reinos mundanos destruidos y el Reino de Cristo establecido, los santos en la gloria, etc? ¡Tal sería un cambio repentino y abrupto! No creemos que ninguno hubiera estado justificado en pensar así. Si alguien tenía tal expectativa, no estaba justificada.

Sin embargo, el 2 de octubre de 1914 Russell entró en el comedor del personal en la sede de la Sociedad Watch Tower y declaró que los tiempos de los gentiles habían terminado y que "sus reyes habían tenido su día". Señaló que Dios había retirado su disposición benévola hacia las naciones cristianas. La declaración implicaba que la legitimidad de los gobiernos terrenales había sido degradada a los ojos de Dios, lo que, según sugirió el sociólogo Joseph Zygmunt, pudo haber contribuido a la posterior adopción de tácticas más audaces para condenar el sistema político global.
 Russell vio el estallido de la Primera Guerra Mundial como el comienzo del Armagedón, que pronto se convertiría en una revolución mundial y en 1916, poco antes de su muerte, reafirmó su convicción de que el final estaba cerca y que la cosecha de santos continuaba:

Algunos de nosotros estábamos bastante convencidos de que la cosecha ya habría terminado, pero no se debe permitir que nuestras expectativas no pesen nada frente a los hechos [...] No vemos razón para dudar, por lo tanto, de que los Tiempos de los Gentiles terminaron en octubre de 1914; y que unos cuantos años más serán testigos de su total colapso y el pleno establecimiento del Reino de Dios en las manos del Mesías.

En ediciones póstumas de sus Estudios de las Escrituras, secciones enteras fueron reescritas para acomodar el fracaso de los eventos anticipados, con 1914 ahora identificado como "el comienzo del fin de los tiempos de los gentiles". El estallido de la Primera Guerra Mundial se tomó como su confirmación. El sociólogo James Beckford afirmó que las racionalizaciones ex post facto "a veces ingeniosas" de Russell de los eventos en 1914 contribuyeron a la supervivencia del movimiento de Estudiantes de la Biblia. Bajo los cambios doctrinales introducidos por su sucesor, Joseph Franklin Rutherford, más tarde se decidió que el Milenio vendría dentro de la generación de aquellos que vieron los eventos de 1914. También se abandonaron los años de 1799 y 1874, hasta entonces fechas significativas en la cronología milenaria de Russell.
Sin embargo, Chryssides dijo que no hubo un fracaso claro de las predicciones en torno a 1914. "Aunque hubo una clara decepción por la no ocurrencia de ciertos eventos empíricamente observables, varios de los eventos a los que alude Russell son incapaces de refutación. No se puede verificar el comienzo del gobierno soberano de Cristo, la purificación del santuario y la admisión al cielo de aquellos que han experimentado el 'alto llamamiento'. Incluso eventos como el final de los tiempos de los gentiles no tienen indicadores empíricos obvios.”

## 1918: la nueva interpretación
Una nueva revisión de sus predicciones hizo que los Estudiantes de la Biblia identificaran a 1918 como una fecha hipotética para la conclusión del sistema. Esta doctrina se basó en el razonamiento de que el periodo de favor de los judíos puede haber durado hasta el 73 D. C. (la fecha del suicidio en masa de los zelotes en Masada tras la primera guerra judeo-romana), en lugar de haber sido hasta el año 70 D. C. Para un paralelismo con el contexto social y político de la época, y según la reintepretación de la profecía de Russell, este ajuste significaba que la conclusión del periodo de cosecha de cuarenta años fue trasladada desde 1914 a la primavera de 1918.

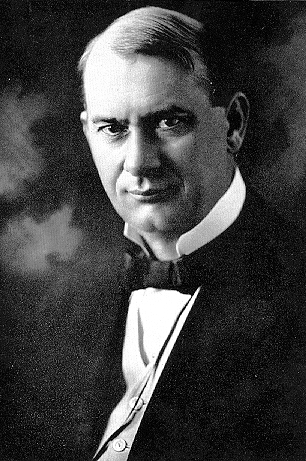
J.F. Rutherford, 3° presidente de la Sociedad Watchtower y fundador en 1931 de los Testigos de Jehová tras la disolución de facto del Movimiento de los Estudiantes de la Biblia. Bajo el liderazgo de Rutherford, y en el contexto del periodo de entreguerras y la Segunda Guerra Mundial, las facciones afines a la sociedad Watchtower radicalmente se diferenciaron de las corrientes que se distanciaron de la autoridad de Rutherford adoptando un sistema de creencias y doctrinas apocalipticistas diferentes a los demás movimientos restauracionistas de la época.

Rutherford afirmó en 1917 que el testimonio de los mismos Estudiantes de la Biblia confirmaba que la cosecha no había terminado: "Muchos se han consagrado y han dado evidencia del engendramiento espiritual desde 1914, que es la mejor evidencia de que la cosecha aún no ha terminado". Si la nueva fecha era confiable, escribió, "y la evidencia es muy concluyente de que es cierta, entonces solo tenemos unos pocos meses para trabajar antes de que se establezca la gran noche en la que ningún hombre puede trabajar".
En El misterio resuelto (The Finished Mystery), escrito poco después de la muerte de Russell por dos prominentes Estudiantes de la Biblia y publicado en 1917, se sostenía una serie de declaraciones audaces sobre la esperada desaparición del "cristianismo falso". La primavera de 1918, dijo, "traería sobre la cristiandad un ambiente de angustia mayor incluso que el experimentado en el otoño de 1914". El día de la venganza de Dios, dice el libro, "estallaría como una furiosa tormenta matutina en 1918", destruyendo "las iglesias al por mayor y los miembros de la iglesia por millones".

En ese momento, hay muchas razones para creer que los ángeles caídos invadirán las mentes de muchas de las personas de la Iglesia mundana, llevándolos a una conducta extremadamente apóstata y llevándolos a su destrucción a manos de las masas enfurecidas, que luego serán arrastradas a la muerte. un mismo destino [...] En un corto tiempo, 1917-1918, el vasto y amplio sistema sectario alcanzará su cenit de poder, solo para ser arrojado repentinamente al olvido [...] Una gran parte de los adherentes del eclesiasticismo morirán de pestilencia y hambre

Cuando también pasó 1918 sin ninguna señal de cumplimiento, la reacción inicial fue que la cosecha en verdad había terminado y que se había reunido la dotación completa de aquellos destinados a ser trasladados al cielo. La mayor demora en la llegada del milenio se interpretó en 1919 como una señal de que la lealtad y la capacidad de aguante de la "clase del Reino" estaban siendo probadas, y que Dios estaba poniendo en cuestionamiento a algunas personas supuestamente santificadas.
En un discurso de la convención de 1922, Rutherford definió retrospectivamente al año de 1918 como el momento en que Cristo "entró en el templo con el propósito de juzgar". Más tarde escribió que fue solo después de 1918, cuando el Señor vino al templo, que se podía entender que 1914 también había marcado el tiempo en que se estableció la parte celestial del reino de Dios y nació una "Nueva Nación".
Desde ese momento, el grupo de Estudiantes de la Biblia pudo verse a sí mismo como algo más que una agencia para completar las filas de los 144 000 que gobernarían con Cristo. Con la "Nueva Nación" ya nacida, a los miembros se les dio un claro propósito doble: En primer lugar, reclutar y entrenar una "Gran Compañía" que sería llevada a través de Armagedón para vivir en el reino terrenal, y en segundo lugar, exponer las maquinaciones de satanás y el sistema de cosas al tratar de obstruir el establecimiento terrenal del reino.

## 1925: Resurrección de los patriarcas

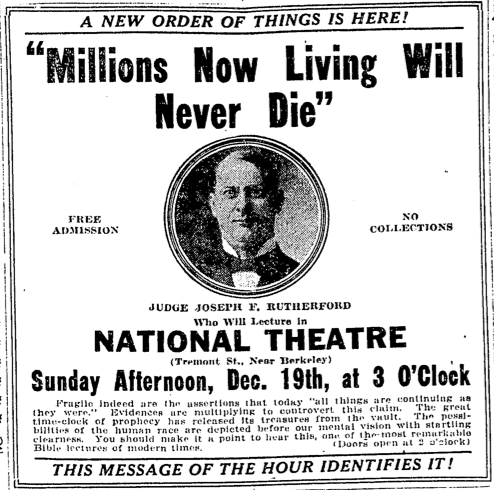
Un anuncio en el periódico de la conferencia "Millones que ahora viven nunca morirán" de Joseph Rutherford, líder de los Estudiantes de la Biblia, entidad antecesora de los Testigos de Jehová.

Con Rutherford como el principal teólogo y líder ideológico del movimiento de los Estudiantes de la Biblia, se produjo otra nueva corriente de revisiones proféticas, esta vez centrada en 1925. En su publicación de 1920 titulada Millones que ahora viven nunca morirán (Millions Now Living Will Never Die), Rutherford escribió que esperaba que los antiguos patriarcas y profetas, "los fieles de antaño", resucitaran a la vida terrenal en 1925 como preludio de una resurrección física general de los fieles seguidores de Dios destinados para la vida eterna en la tierra. Él explicó:

Esta es la Edad de Oro de la que profetizaron los profetas y de la que cantó el salmista; ¡y es el privilegio del estudiante de la Palabra divina hoy, por el ojo de la fe, ver que estamos parados en los mismos portales de ese bendito tiempo! Miremos hacia arriba y levantemos la cabeza. ¡La liberación está a la vista!

La creencia de Rutherford de que el regreso de los patriarcas ocurriría en 1925 se basó en sus cálculos del jubileo judío, contando hacia adelante 3500 años desde 1575 a. C. A medida que avanzaba el año, escribió sobre la urgencia de testificar en los "pocos meses restantes", aunque también advirtió que no todos los eventos esperados podrían ocurrir. Cuando esa predicción falló, la Sociedad Watch Tower suspendió la emisión de profecías centradas en una fecha específica.
Chryssides concluyó: "Esta expectativa era demasiado específica y empírica para ajustar la fecha o espiritualizar el evento esperado. En una convención al año siguiente, Rutherford admitió su error, afirmando que la fecha de 1925 era 'simplemente una opinión expresada'". Sin embargo, Rutherford no abandonó sus hipótesis sobre la conclusión del sistema. En 1929, la Sociedad Watch Tower compró un terreno en San Diego, California, donde se construyó una mansión española y se llamó Beth Sarim ("casa de los Príncipes").
En 1932, Rutherford todavía estaba pronunciando discursos sobre la cercanía del reino: declaró que la obra de predicación de los estudiantes de la biblia estaba "llegando a su fin", que el Armagedón era inminente "en poco tiempo más" y que el final estaba "mucho más cerca de lo imaginado, menos que la duración de una generación". A fines de la década de 1930, Rutherford afirmó su intención de que Beth Sarim acomodara al menos a algunos de los "príncipes" que regresaban, y que debería ser un monumento a la firme expectativa de la organización de Jehová, aunque nunca se asignó una nueva fecha al esperado evento. El edificio se vendió en 1948 y la doctrina del regreso de los profetas se abandonó en 1950.

## La profecía de 1975
En 1966, la Sociedad Watch Tower emitió la primera de lo que se convirtió en una secuencia de declaraciones sobre la importancia de una nueva fecha, 1975, que planteó la posibilidad de que ese año se anunciaría el comienzo del reinado milenario de Cristo y, junto con él, la condenación de los apóstatas y altivos.

De acuerdo con esta cronología bíblica confiable, seis mil años desde la creación del hombre terminarán en 1975, y el séptimo período de mil años de la historia humana comenzará en el otoño de 1975. Así que seis mil años de la existencia del hombre en la tierra pronto terminarán, sí, dentro de esta generación.

Cuán apropiado sería que Jehová Dios hiciera de este venidero séptimo período de mil años un Sábado -y consecuentemente- un período de descanso y liberación, un gran Jubileo sabatino para la proclamación de la libertad por todas partes. la tierra a todos sus habitantes! [...] Sería conforme al amoroso propósito de Jehová Dios que el reinado de Jesucristo, el "Señor del sábado", fuera paralelo al séptimo milenio de la existencia del hombre.

La esperanza dependía de la creencia de los testigos de Jehová de que Adán había sido creado en el hemisferio norte en el otoño de 4026 a. C. Las publicaciones de los testigos de Jehová de la época señalaban que el cierre de los primeros 6000 años de la historia humana podría corresponder con el final del "día de descanso" de Dios, con la transición marcada por la Batalla de Armagedón. Sin embargo, como ha señalado el investigador Richard Singelenberg, la literatura de la Sociedad en ningún momento declaró definitivamente que Armagedón tendría lugar en 1975. De hecho, ya en 1966, Frederick Franz, entonces vicepresidente de la sociedad y miembro del cuerpo gobernante, insertó una cláusula definida de "incertidumbre":

¿Significa que el día de descanso de Dios comenzó en 4026 a. C.? Podría ser. [...] el libro no dice que no [...] Puedes aceptarlo o rechazarlo [... ] ¿Significa que Armagedón terminará [...] en 1975? ¡Podría! ¡Podría! Todo es posible con Dios. ¿Significa que Babilonia la Grande se hundirá en 1975? Podría ser [...] Pero no estamos diciendo

Las expectativas para 1975 también se basan en la creencia de que Cristo había establecido su reino en los cielos en 1914 y que "esta generación -aquellos que tenían por lo menos 15 años en 1914, según una edición de ¡Despertad! de 1968 - de ninguna manera pasarán" antes de que llegara el fin. En el libro de 1967, ¿Llegó el hombre aquí por evolución o por creación? (Did Man Get Here By Evolution Or By Creation?), se señaló de manera similar: "Nos damos cuenta que el tiempo de nuestra generación, nuestro día, es el que se identifica en la Biblia como los 'últimos días'. De hecho, en realidad estamos viviendo en la parte final de ese tiempo. Esto se puede comparar, no solo con el último día de una semana, sino con la última parte de ese día".
En un libro de 1969, la Sociedad amplió su creencia en un vínculo entre el séptimo milenio de la existencia humana y el establecimiento del reino. Declaró: "Para que el Señor Jesucristo sea 'Señor del día de reposo', su reinado de mil años tendría que ser el séptimo en una serie de períodos de mil años o milenios. Así sería un reinado sabático.” Raymond Franz, quien se convirtió en miembro del Consejo de Administración del grupo antes de desertar en 1980, afirmó que a los lectores no les quedó ninguna duda sobre lo que se esperaba en 1975, afirmando: "La presencia no es en ningún sentido indefinida o ambigua".
La profecía de 1975 alimentó la moral del movimiento de los testigos de Jehová y el proselitismo aumentó sustancialmente. En vísperas del Milenio predicho, en 1974, el número de publicadores (Testigos que presentaron su registro de predicación) aumentó en un 13,5 por ciento en todo el mundo y muchos Testigos se estaban preparando activamente para el amanecer del Nuevo Orden.
Sin embargo, a medida que se acercaba 1975, aumentó el grado de incertidumbre expresado en las publicaciones de la Watch Tower. Las posibilidades de que Armagedón ocurra ese año se describieron inicialmente como "factibles", "aparentes" o "apropiadas", pero desde finales de 1968 se convirtió en una mera "posibilidad". En 1966, la Sociedad caracterizó los cálculos cronológicos como "fiables"; en 1968 los consideró "razonablemente precisos (pero ciertamente no infalibles)". La base de la retractación gradual fue la incertidumbre sobre el tiempo transcurrido entre las fechas de la creación de Adán y la de Eva.
De hecho, dice Singelenberg, desde fines de 1968, las publicaciones de la Sociedad Watch Tower con cada vez menos frecuencia se enfocaron explícitamente en 1975 desde un contexto teológico. Aunque los artículos continuaron recordando a los lectores que el "fin de 6000 años de historia humana" era inminente, destacaron cada vez más fuentes ajenas a la Sociedad que pronosticaron un futuro sombrío con hambruna mundial, colapso ecológico y deficiencia de oxígeno. Los artículos, dice Singelenberg, presentaban expresiones emocionales de entusiasmo, esperanza y urgencia, y los lectores decían: "¡Qué tiempo de confusión nos espera! ¡Es inminente un clímax en la historia del hombre!"
Un lenguaje menos cauteloso apareció en publicaciones distribuidas solo a miembros del grupo. En una edición de 1968 del boletín mensual Ministerio del Reino, se animó a los adherentes a aumentar sus actividades de predicación porque el tiempo se estaba agotando rápidamente: "Menos de cien meses nos separan del final de 6000 años de la historia del hombre. Qué puede hacer usted en todo ese tiempo que queda de aquí a la conclusión del sistema?" Algunos Testigos vendieron sus posesiones, pospusieron cirugías y tratamientos médicos o cobraron sus pólizas de seguro para prepararse para el Armagedón y en mayo de 1974 la Sociedad Watch Tower a través de sus publicaciones y su cuerpo gobernante les dijo a los miembros: "Se oyen informes de hermanos que venden sus casas y propiedades y planean terminar el resto de sus días en este antiguo sistema de cosas dedicándose al ejercer el servicio de precursor. Ciertamente, esta es una excelente manera de pasar el poco tiempo que queda antes del fin del mundo inicuo".
Los discursos en las reuniones y asambleas de la congregación también difundieron la profecía. Los oradores en algunas convenciones destacaron la frase "Manténganse vivos hasta el '75" e instaron a la audiencia a mantener su asistencia a las reuniones de la congregación o arriesgarse a perder la vida en Armagedón. El superintendente de la sucursal de los Países Bajos de los Testigos de Jehová de la época instó a la audiencia en la asamblea de distrito "Propósito divino" realizada en 1974 a ser "pioneros" (participar en la predicación y precursorado de tiempo completo) a medida que se acercaba el final:

Muchos de nosotros hemos sufrido miseria, enfermedades y muerte. Ya no tienes que experimentar eso. El nuevo orden está muy cerca [...] Vende tu casa, vende todo lo que tienes y di, oh pueblo, cuánto tiempo más podemos seguir con nuestros bienes y pertenencias. ¿Así de simple? ¡Deshazte de todas las cosas! ¡Pioneros! ¡Prediquen a toda la gente con nuestras publicaciones durante estos últimos meses de este putrefacto sistema de cosas!"

Sin embargo, la cobertura pública de La Atalaya acerca de la misma serie de convenciones expresó un tono mucho más cauteloso. En su resumen de los discursos de la convención, la revista reiteró la enseñanza de que la cronología bíblica mostraba que los 6000 años de la existencia humana se completarían a mediados de la década de 1970, y luego señaló: "Estas publicaciones nunca han dicho que el fin del mundo vendría entonces. Sin embargo, ha habido una considerable especulación individual sobre el asunto". Lo cierto, decía la revista, era que el fin vendría dentro de la generación de aquellos que vieron el comienzo de las tribulaciones mundiales en 1914. "Así que podemos estar seguros de que la conclusión del sistema está cerca; no tenemos la menor duda de que Dios lo hará realidad [...] tenemos que esperar y ver exactamente cuándo, mientras tanto manteniéndose ocupados en el servicio de Dios".
Franz dice que un artículo de La Atalaya de 1968 insinuaba que los miembros debían tener cuidado de no tomar demasiado literalmente las palabras de advertencia de Jesús sobre la predicción de los últimos días. La revista advirtió: "Este no es el momento de estar jugando con las palabras de Jesús ya que 'sobre ese día y hora nadie sabe [...] sólo el Padre'. Al contrario: este es un tiempo en el que cada uno de nosotros debe estar muy consciente de que el sistema de cosas está llegando rápidamente a una violenta conclusión.”
En un artículo de 1970, Joseph F. Zygmunt comentó sobre el resultado probable para los testigos de Jehová si esta predicción también fallaba: "Si bien volver a esta vieja estrategia parecería exponer a la secta una vez más al fracaso profético, los riesgos se equilibran con el potente refuerzo ideológico que se deriva de esta franca renovación de la fe, que treinta y cinco años de difusa espera vigilante parecen haber hecho necesaria". Pero agregó: "Los riesgos de otro fracaso profético en realidad parecen ser mínimos. La nueva profecía está siendo redactada de una manera que se presta a la 'confirmación' por el viejo recurso de reclamar un cumplimiento sobrenatural parcial.” Beckford tampoco esperaba ningún trastorno organizativo significativo como resultado de la ausencia de efectos observables ese año, lo que sugirió en 1975 que los Testigos estaban siendo "hábilmente preparados para la refutación profética" para reducir los peligros de decepción. Observó una frecuencia cada vez mayor de advertencias de la Sociedad Watch Tower sobre la inutilidad de hacer predicciones precisas sobre los eventos que se esperaban para el año del jubileo.
Sin embargo, Singelenberg, un antropólogo social neerlandés, descubrió que, en medio del conflicto de las declaraciones de la Sociedad Watch Tower sobre lo que podría suceder en 1975, su sentido de urgencia sobre un posible evento apocalíptico y más tarde la posibilidad de un cataclismo global, justificado entre otras razones por la coyuntura política y diversas crisis sociales derivadas de los conflictos y acontecimientos durante la guerra fría en diversos países como Chile, Vietnam, y otras latitudes, y las expectativas de un hipotético evento significativo y catastrófico a nivel mundial en 1975 tuvieron un impacto sorprendente en las actividades de proselitismo y evangelización de los testigos de Jehová y en el aumento de sus estudiantes y miembros bautizados. Su análisis de los datos de la Sociedad Watch Tower mostró un crecimiento anual de precursores y publicadores que había promediado de un 2,8 por ciento anual entre 1961 y 1966, a una media anual de crecimiento de 10,4 y 12,4 por ciento entre 1967 y 1975, alcanzando en los Países Bajos un máximo de casi 28 000 publicadores en noviembre de 1975.
Según lo que afirma Singelenberg, a principios de la década de 1970, el número de bautismos anuales promedio en la sucursal de los Países Bajos de los testigos de Jehová se duplicó con creces, de 750 a 1851, y la proporción de deserciones a adhesiones se desplomó. El porcentaje de precursores que dedican al menos 60 horas al mes a predicar, se triplicó con creces, del 2,3 por ciento de los miembros a casi el 8 por ciento en 1974 y 1975. También encontró aumentos importantes en el número de "llamadas posteriores", visitas de regreso de precursores y precursoras a estudiantes que compraron ejemplares de las revistas Despertad y La Atalaya y otras publicaciones de la sociedad Watch Tower, así como el promedio de horas dedicadas al servicio por parte de los miembros bautizados en los mismos dos años.

## Secuelas al interior del movimiento posteriores a la profecía de 1975
El paso de 1975 sin incidentes evidentes dejó a la Sociedad Watch Tower y a su cuerpo gobernante expuesta a cuestionamientos y críticas sobre su gestión y sus labores de evangelización. Sin embargo, en lugar de mantener el significado profético de ese año, los miembros del cuerpo gobernante de los testigos de Jehová se embarcaron en un largo período de negación y purgas, culpando a los miembros de base, ancianos, superintendentes, bautizados y precursores por interpretar mal los dogmas de la organización. La Atalaya y el cuerpo gobernante inicialmente explicó que la razón del fracaso de la llegada de Armagedón se debió al lapso de tiempo entre la creación de Adán y Eva. Aunque la Sociedad había argumentado anteriormente que la brecha era "semanas o meses, no años", ahora decidió que el lapso de tiempo, después de todo, podría ser de años.
En 1976 la revista insistió en su explicación, pero declaró -a modo de gaslightning- que los propios Testigos de Jehová tenían la culpa de sus ansiosas expectativas acerca de las profecías de 1975 porque habían leído mal la Biblia. "No fue la palabra de Dios la que falló o engañó [al testigo de Jehová individual] y trajo desilusión, sino [...] su propio entendimiento estaba basado en premisas equivocadas". En charlas en convenciones cuatro años después, los principales miembros de la Sociedad finalmente reconocieron su error en la formulación inicial de la profecía, y en la revista La Atalaya del 15 de marzo de 1980, el cuerpo gobernante de los Testigos de Jehová se exculpó de su responsabilidad y afirmó que lamentaba sus afirmaciones sobre 1975. No asignó formalmente una interpretación diferente a la fecha y exigió que sus miembros reconocieran que nunca hubo una profecía explícita.
El análisis de Singelenberg de la actividad de predicación de los testigos de Jehová en los Países Bajos a raíz del fracaso profético de 1975 mostró una caída en la membresía del grupo desde mediados de 1976, una tendencia que no se revirtió hasta 1980. Se calcula que unos 5000 bautizados y precursores de los Países Bajos abandonaron el movimiento, fueron expulsados o se convirtieron en miembros marginales e inactivos. Singelenberg sugirió que muchos de los expulsados y rechazados a fines de la década de 1970 se habían rebelado contra la estructura de autoridad del grupo por "decepción posterior a la profecía". Los desertores posteriores a 1975 le fueron descritos a él y al investigador estadounidense A.J. Brose como "oportunistas" que se habían unido al grupo por miedo cuando el final parecía inminente, pero que carecían de un compromiso genuino.
Un anciano le dijo a Singelenberg: "Fue bueno que Armagedón no sucediera. Separó el trigo de la paja.” El investigador Mathew N. Schmalz sugirió que los líderes desviaron la atención de la refutación al exigir una lealtad aún mayor de los miembros, una demanda que se hizo cumplir con la expulsión de casi 30 000 bautizados solo en 1978. La insistencia en la ortodoxia doctrinal alcanzó los niveles más altos de la organización en 1980, con muchos miembros del comité de redacción expulsados.
En casi todos los países, la tasa media de crecimiento anual de los testigos de Jehová cayó muy notablemente después de 1975. En EE. UU., la tasa de crecimiento del grupo cayó de un 6 por ciento anual a 2 por ciento anual. En Corea del Sur se desplomó de 28 por ciento anual a 7 por ciento anual y la tendencia a la baja continuó hasta 1978. Incluso entre la mayoría que se quedó, la moral decayó: en 1977 y 1978 los publicadores dedicaron una media anual de 140 horas al año haciendo proselitismo, en comparación con la media anual de 196,8 horas registrada en 1974.
En su estudio etnográfico de los Testigos de Jehová, el sociólogo inglés Andrew Holden citó el testimonio de un exasociado a los Testigos de Jehová que había estado en el movimiento desde principios de la década de 1970, pero que le resultó imposible permanecer como miembro activo después del fiasco de la predicción de 1975. Dijo que él, como muchos otros, estaba convencido de que el final llegaría en 1975:

¡Lo dije desde este escenario! Les dijimos a todos que la conclusión del sistema estaba cerca. Cuando me convertí en Testigo de Jehová renuncié a mis pólizas de seguro, cancelé todas mis dotaciones de seguros, nunca más compré una casa porque sabía que no la necesitaría, ni siquiera queríamos apuntar los nombres de los niños para la escuela.

## Armagedón por acontecer durante el transcurso del elsigloXX
La literatura y publicaciones de los Testigos de Jehová de las décadas de 1970 y 1980 afirmaban repetidamente que el "fin" debía esperarse antes del cambio de siglo. El libro de 1971 Las naciones sabrán que yo soy Jehová - ¿Cómo? declaró: "Dentro de poco, dentro de nuestro siglo veinte, la 'batalla en el día de Jehová' comenzará contra el antitipo moderno de Jerusalén, la cristiandad". Un artículo de la La Atalaya de 1980 describió la noción de que "el malvado sistema de este mundo" duraría "hasta el cambio de siglo en vista de las tendencias mundiales y el cumplimiento de la profecía bíblica".
Una declaración similar en un artículo de La Atalaya de 1984 sugirió que algunos miembros de la generación de 1914 "podrían sobrevivir hasta el final del siglo. ¡Pero hay muchos indicios de que 'el final' está mucho más cerca que eso!" Hasta su edición del 22 de octubre de 1995, en la revista ¡Despertad! de manera similar, se incluyó la declaración, "esta revista genera confianza en la promesa del Creador de un nuevo mundo pacífico y seguro antes de que muera la generación que vio los eventos de 1914".
En 1989, primero se reafirmó y luego se abandonó la idea de que los esfuerzos misionales de los Testigos culminarían antes del cambio de siglo. Tal como se publicó por primera vez, un artículo de La Atalaya del 1 de enero de ese año decía: "El apóstol Pablo estaba encabezando la actividad misionera cristiana. También estaba sentando las bases para una obra que se completaría en nuestro siglo XX". Nueve meses después, apareció en La Atalaya una declaración redactada con más cautela: "Tenemos amplias razones para esperar que esta predicación se complete en nuestro tiempo. ¿Significa eso antes del cambio de un nuevo mes, un nuevo año, una nueva década, un nuevo siglo? Ningún humano lo sabe". En volúmenes encuadernados posteriores de las revistas La Atalaya de 1989, el texto del artículo del 1 de enero de ese año se modificó para declarar que la obra misionera cristiana "se completaría en nuestros días" en lugar de "en nuestro siglo XX".
En su edición del 15 de febrero de 1994, la revista La Atalaya ratificó lo señalado en las ediciones enmendadas de 1989 y señaló con base en una revisión y estudio bíblico actualizado de los evangelios de Lucas, Marcos y Mateo que "millones de personas que hoy viven pueden dar fe de que esta señal se ha cumplido en las guerras mundiales y otros acontecimientos trascendentales de este siglo XX. Estos también señalan el cumplimiento mayor de la profecía de Jesús".

## La respuesta de los adherentes a las predicciones fallidas
Según lo afirmado por Joseph Zygmunt, la explicación de cada una de estas profecías fallidas por parte de adherentes y ministros de los Testigos de Jehová siguen un esquema muy característico:
- La reacción inicial tanto de las bases como de los líderes del movimiento fue generalmente una combinación de decepción y perplejidad.
- Hay un decaimiento de la labor evangelizadora, pero los miembros mantuvieron una actitud de espera atenta a que las predicciones se materializaran. Se reexaminaron las bases doctrinales de las profecías y se ofrecieron conjeturas sobre por qué los eventos esperados podrían haberse "retrasado".
- Se logró una comprensión más completa del dilema. El grupo afirmó que las profecías, de hecho, se habían cumplido parcialmente[3], o que algún evento de importancia profética, generalmente sobrenatural y, por lo tanto, que no está abierto a la refutación, en realidad había ocurrido en las fechas nominadas. Se mantuvo la creencia de que el plan de Dios continuaba desarrollándose.
- Las porciones no cumplidas de las profecías fallidas se proyectaron hacia el futuro emitiendo predicciones actualizadas, en asociación con la reinterpretación retrospectiva de fallos anteriores.
- Una interpretación selectiva y manipulación editorial interesada de los acontecimientos históricos emergentes y hechos contemporáneos como confirmación de los signos del final que se aproxima. Una cosmovisión pesimista que además sensibilizó al grupo para percibir casi todos los disturbios sociales y desastres naturales como un indicador del colapso inminente del sistema terrenal. Zygmunt concluyó que la fe del grupo en su propio sistema de creencias proporcionó una base para la afirmación de cumplimiento, y la percepción selectiva de los eventos globales proporcionó una reinterpretación propia a modo de autoafirmación y autoconfirmación de sus creencias. "En este sentido y en esta medida", escribió, "las profecías no podían 'fallar'". Las profecías incumplidas se convirtieron en información reinterpretada según su cosmovisión y se recibieron como lecciones divinamente proporcionadas que revelaban los propósitos de Dios de manera más completa, pero se aceptó que cada una de esas profecías finalmente se cumpliría.[6]

Singelenberg también creía que una reinterpretación posterior de las profecías fallidas era una estrategia de gaslightning y supervivencia de grupos como los Testigos de Jehová. Citando a Neil Wiser, comentó: "Cualquiera que sea el resultado, las profecías no pueden y no fallan para los cometidos".
La dirección de la Sociedad Watch Tower ha reconocido que algunos de sus cálculos de tiempo y expectativas resultaron en "serias decepciones", con las consiguientes pugnas internas, deserciones, expulsiones y oposición, lo que en consecuencia, califican ellos como un proceso de "zarandeo" de los verdaderos creyentes. Sin embargo, de los que permanecieron fieles la organización señaló: "Ciertamente no se equivocaron al creer que Dios sin falta haría lo que había prometido [... ] Reconocieron que se había cometido un error, pero que en ningún aspecto había fallado la Palabra de Dios". Los errores y las especulaciones se atribuyeron a un afán por ver "el fin de este sistema perverso".
Holden concluyó: "Por simple que parezca, lo que para los escépticos consideran un fracaso, el Cuerpo Gobernante lo considera una prueba de fe". Holden dijo que dada la escasez de referencias en la literatura de la Sociedad Watch Tower sobre fallas predictivas pasadas, era muy poco probable que aquellos que se habían unido al grupo después de la década de 1970 estuvieran al tanto del historial de la Sociedad y su cuerpo gobernante. Estimó que más del 60 por ciento de los Testigos de Jehová actuales se habían unido al movimiento con posterioridad al cisma de 1975, "por lo tanto, el Cuerpo Gobernante no tiene motivos para discutir con ellos las fallas de sus profecías anteriores". Sin embargo, agregó: "La supresión del fracaso de la profecía de 1975 por parte de aquellos que estaban activos en ese momento pero que, sin embargo, permanecieron como miembros sugiere un grado inusual de complicidad". También estuvo de acuerdo con el juicio del investigador Bryan Wilson de que:

Para aquellas personas cuyas vidas se han vuelto dominadas por una poderosa expectativa, y cuyas actividades están dictadas por lo que requiere esa creencia, el abandono de la fe debido a la decepción por una afirmación u profecía suele ser una experiencia demasiado traumática para contemplarla en carne propia.